# 舍夫琴卡 (巴爾區)
49°8′24″N 27°43′48″E / 49.14000°N 27.73000°E
舍夫琴卡（烏克蘭語：Шевченка），是烏克蘭的村落，位於該國西南部文尼察州，由日梅林卡區負責管轄，始建於1918年，面積2.95平方公里，海拔高度316米，2001年人口550，人口密度每平方公里4.07人。